# Udruženje hollywoodskih stranih novinara
Udruženje hollywoodskih stranih novinara (engl. Hollywood Foreign Press Association, HFPA) američka je organizacija stranih novinara i fotografa, koji reportažama i novinarskim aktivnostima prate američku filmsku industriju izdavanjem raznih novina, knjiga, časopisa i drugih publikacija izvan SAD-a. Udruženje broji devedeset stalnih članova iz 55 zemalja raznih nacionalnosti. Glavni je organizator dodjele nagrada Zlatni globus, u siječnju svake godine.
Udruženje su 1943. godine, osnovali novinari i dopisnici Daily Maila koji su htjeli organizirati distribuciju vijesti iz filmske industrije i na neameričko tržište. Prema navodima New York Timesa ova neprofitna organizacija na organiziranju dodjele Zlatnog globusa 2003. godine zaradila 5,7 milijuna američkih dolara.
Članovi svoje sastanke održavaju jednom mjesečno, dok se predsjednik i članovi uprave organizacije sastaju prilikom dodjela Zlatnog Globusa. Najviše se pet novinara godišnje može priključiti udruzi svake godine. Svaki član udruženja mora jednom godišnje potvrditi i obnoviti svoje članstvo kod  Motion Picture Association of America ili će izgubiti članstvo. Također, zahtjev za aktivnim članstvom u organizaciji zahtjeva i boravak u Južnoj Karolini i objavljivanje najmanje četiri rada godišnje.

## Vanjske poveznice
- (engl.) Službena stranica Udruženja hollywoodskih stranih novinara